# Mullagh (comté de Clare)
Mullagh 

Mullagh (en irlandais : Mullach, sommet de la colline) est un village dans le comté de Clare, en Irlande. Il se situe près de l'océan Atlantique, à 5 km au sud-est de Quilty et 6,5 km au sud-est de Spanish Point, près de Milltown Malbay (7 km au nord) et Kilrush (22 km au sud).

## Paroisse
Le village de Mullagh est le chef-lieu de la paroisse de Kilmurry Ibrickane dans le diocèse catholique romain de Killaloe. L'église locale s'appelle St. Mary's,,.

## Démographie
Le village comptait 229 habitants lors du recensement de 2006.

## Commodités
L'école publique de Mullagh, située au sommet de la colline de Mullagh, a subi de nombreux agrandissements et de nombreux changements au fil des ans, sa dernière extension ayant été officiellement inaugurée le 23 juin 2008.

## Sports
L'équipe locale de football gaélique, Kilmurry Ibrickane GAA, joue à Quilty, mais son complexe d'entraînement se trouve à Mullagh. Le club a remporté la finale de football de la province du Munster en 2004 et 2009 et la finale du comté de Clare en 2008 et 2009, 2004, 2002, 1993, 1966, 1963 et 1933.

## Personnalités locales
- Marty Morrissey - commentateur et présentateur de la RTÉ
- Odhran O'Dwyer - footballeur gaélique et joueur d'International rules
- Thomas Kelly-Kenny - général de l'armée britannique
- P J. Murrihy - auteur-compositeur-interprète